# Оболенский, Александр Митрофанович
Алекса́ндр Митрофа́нович Оболе́нский (р. 19 февраля 1943 года, г. Орел, РСФСР, СССР) — российский государственный и политический деятель, инженер, народный депутат СССР.

## Биография
Родился в Орле 19 февраля 1943. В 1960 году окончил с золотой медалью школу № 6 в Орле.
Женат, имеет троих детей.
В 1960—1961 гг. работал учеником токаря, а затем токарем, на Орловском заводе текстильного машиностроения.
В 1961—1962 гг. учился на очном отделении геологического факультета Ленинградского университета им. А. А. Жданова. Со второго курса призван в армию. В 1962—1965 годах служил в Германии в составе советской группы войск (разведбат).
В 1993—1996 гг. — один из учредителей комплексного информационного центра (открытого акционерного общества) в «Телерадиокорпорация Восток» (г. Орёл). 1993—1994 гг. — главный редактор, с конца 1994 г. до середины 1996 г. совмещал эту должность с обязанностями Президента корпорации.
С 1998 года на пенсии.

## Научная деятельность
В 1971 году окончил Ленинградский горный институт (заочно) по специальности «горный инженер-геофизик».
После окончания института почти двадцать лет проработал в Полярном геофизическом институте Кольского научного центра АН СССР (до 1993 года) на должностях от лаборанта до инженера-конструктора 1 категории. Под его руководством проведены разработки конструкторской документации на изготовление устройств «МАМ-2», «Аврора», различных блоков аппаратуры для исследования ОНЧ-излучений (всего более 60 разработок). В 1989-92 гг. был народным депутатом СССР, оставаясь в штате Полярного геофизического института на ставке инженера-конструктора.
В 1992 году вернулся в Апатиты на должность конструктора в Полярный институт. Впоследствии был уволен по сокращению штатов и уехал в Орёл.

## Карьера в политике
В 1987 году выступил инициатором создания первого неформального политического объединения в Мурманской области — Добровольного общества содействия Перестройке (ДОСП).

### Деятельность в качестве народного депутата СССР
В 1989 году в сложнейшей борьбе избран народным депутатом СССР от Ленинградского сельского национально-территориального округа № 20 (Мурманская, Ленинградская, Калининградская области и Карельская республика). В числе побежденных на выборах соперников вошли такие известные в то время люди, как командующий Ленинградским военным округом генерал-полковник В. Ф. Ермаков и первый заместитель главного редактора журнала «Коммунист» О. Р. Лацис. Вошёл в состав депутатской группы социал-демократов.
На I съезде народных депутатов СССР Оболенский сенсационно выдвинул свою кандидатуру на пост Председателя Верховного Совета СССР в качестве альтернативы Михаилу Горбачёва, однако депутаты отказались включить его кандидатуру в бюллетень для голосования. После этого монархисты предложили выдвинуть его кандидатуру на должность российского царя.
Был избран в состав Комиссии Верховного Совета СССР по товарам народного потребления. В состав самого Верховного Совета СССР не входил.
С 29 августа 1991 года — в составе Парламентской Комиссии по расследованию причин и обстоятельств попытки государственного переворота в СССР. На её первом заседании избран Председателем Комиссии.
20 января 1992 года Комиссия по его инициативе приняла правомочным составом решение о приостановлении работы в связи с невозможностью её продолжения ввиду противодействия российских властей и передаче всех собранных материалов на временное хранение в госархив.
В выступлении на 5 Съезде народных депутатов СССР (сентябрь 1991) расценил ультиматум Съезду руководителей союзных республик как вторую фазу попытки государственного переворота в СССР и предложил за поддержку его немедленно отправить в отставку Президента СССР Горбачева и Съезду взять на себя всю полноту власти в стране, назначив дату всенародных выборов нового Президента СССР.
10 декабря 1991 года подписал требование одной пятой народных депутатов СССР о созыве чрезвычайного Съезда НД СССР, которое 21 декабря 1991 года было вручено лично Президенту СССР М. С. Горбачеву.
Участвовал во всех 6 Съездах Народных депутатов СССР, включая объявленный российскими властями вне закона и не имевший кворума съезд в поселке Вороново (17 марта 1992 года).
За время депутатской деятельности внес более 50 законодательных проектов и предложений.

### Деятельность в социал-демократических организациях
До 1990 года был беспартийным.
В январе 1990 года вошёл в составе оргкомитета по созданию социал-демократической партии, а на учредительном съезде СДПРФ избран одним из трёх её сопредседателей. В том же году стал единственным из Народных депутатов СССР, кто добился включения в состав Рабочей группы Конституционной Комиссии РСФСР.
Начиная с мая 1990 года регулярно избирался в руководящие органы СДПР.
В 1991 и 1996 годах выступал против поддержки социал-демократами Бориса Ельцина в качестве кандидата в Президенты.
В 1994 году вновь избран председателем СДПР. В 1994 году на учредительном съезде Социал-демократического Союза избран его сопредседателем.
В 1995 году баллотировался в Государственную Думу РФ по списку блока «Социал-демократы».
С декабря 2001 года по ноябрь 2008 года был председателем Правления Межрегиональной общественной организации «СоДействие». С ноября 2008 года по 1 января 2011 года был председателем Президиума МОО «СоДействие».

### Союз избирателей России
В 2010 году стал учредителем «Союза избирателей России».